# Frontiers Music

Ehemaliges Logo von Frontiers Records

Frontiers Music, vormals Frontiers Records, ist ein Musiklabel, das 1998 von Serafino Perugino in Neapel, Italien, als Schallplattenlabel gegründet wurde.

## Geschichte
Perugino übernahm ab 1996 den italienischen Vertrieb für zahlreiche Künstler aus dem Bereich des Melodic Rock und erwarb sich in der Branche einen hervorragenden Ruf, sodass er schon bald ein eigenständiges Label gründen konnte.
1998 entstand Frontiers Records. Das Label startete mit dem Anspruch, qualitativ hochwertige Produkte aus dem Bereich des Melodic Rock anzubieten. Die erste eigene Veröffentlichung war das Doppel-Live-Album Never Say Goodbye der britischen Gruppe Ten.
Neben der Verpflichtung neuer Künstler des Genres gelang es Frontiers Records auch, bereits bekannte und namhafte Künstler, wie beispielsweise Winger, Styx, Toto, Joe Lynn Turner, Journey, Thunder, Survivor, Glenn Hughes oder House of Lords zu verpflichten und ihre Musik zu veröffentlichen.
Im Dezember 2010 schloss Frontiers Records einen zunächst für die USA und Kanada geltenden Vertriebsvertrag mit "EMI Music Distribution" ab. Für den Vertrieb in Griechenland und Zypern besteht eine exklusive Vertriebsvereinbarung mit Infinity Entertainment.
Im Januar 2016 wurde bekannt, dass Derek Shulman als A&R-Manager für das Label arbeitet.